# Путраджая Стрийт Съркит
Путраджая Стрийт Съркит (Putrajaya Street Circuit) е градска писта, разположена на улиците на Путраджая, Малайзия.
Предназначена е за стартове на Формула Е. Дълга е 2,5 км и има 12 завоя. Дизайнът ѝ е дело на Саймън Гибънс. Намира се до резиденцията на министър-председателя, а част от нея е един от основните булеварди в града, Персиаран Пердана. Първият старт на пистата е на 22 ноември 2014 г.

## Победители
| Година | Победител      | Отбор                 | Време     | Най-бърза обиколка | Пол позишън     | Дата       |
| ------ | -------------- | --------------------- | --------- | ------------------ | --------------- | ---------- |
| 2014   | Сам Бърд       | Върджин Рейсинг       | 51:11.979 | Хайме Алгерсуари   | Никола Прост    | 22 ноември |
| 2015   | Лукас ди Граси | АБТ Шефлер Ауди Спорт | 50:08.835 | Себастиен Буеми    | Себастиен Буеми | 7 ноември  |